# Pierre Marie Jérôme Trésaguet
Pierre Marie Jérôme Trésaguet est un ingénieur des ponts et chaussées français né à Nevers le 15 janvier 1716 et mort à Paris le 21 ventôse an IV (11 mars 1796).
Il est réputé avoir appliqué la première approche scientifique dans la construction des routes vers 1760.

## Biographie
Fils de Octave François Trésaguet (° 1674 - † à Nevers en 1743), ingénieur du roi en la généralité de Moulins en 1716, entrepreneur général de la fabrique d'ancres de marine du Ponant à Nevers,, et d’Élisabeth De Fioravanti (vers 1669-1731), Pierre Marie Jérôme Trésaguet faisait partie d’une famille d’ingénieurs puisque son frère aîné, Jacques Henri (° 1713-† vers 1790) était ingénieur en chef à Bourges et que son frère puîné, Octave Jean François (° 1718 - † 1785 à Moulins) était ingénieur à Moulins.
D’abord sous-inspecteur de Ponts et Chaussées à Paris, il intervient dans divers travaux à Nevers et rejoint Limoges en 1764 comme ingénieur en chef des ponts et chaussées, collaborateur de Turgot, pour rendre navigable la Charente. Inspecteur général des ponts et chaussées en 1775, il est mis à la retraite en 1786.
Il est l’auteur du premier programme national de construction et d’entretien des routes et le créateur du corps des cantonniers. Il a publié dans une notice une description de sa méthode de construction des routes et un mémoire sur la construction et l’entretien des chemins de la généralité de Limoges.
Dans son Mémoire de 1775, il indique qu'il a modifié la technique de construction des routes dans la généralité de Limoges en passant depuis 1764 l'épaisseur des chaussées de 18 à 21 pouces (1 pouce = 0,027 07 m) à 9 à 10 pouces pour une largeur de route de 18 pieds (1 pied = 0,325 484 m) avec des pierres en calcaire tendre. Ces chaussées ont tenu pendant 10 ans. Pour cela, il a prévu :
- le fond est creusé de façon qu'il soit parallèle au futur bombement de la chaussée, à une profondeur de 10 pouces (soit 27 cm), au lieu des 18 pouces qui étaient en usage auparavant (48 cm environ),
- les côtés sont coupés en talus sur un angle d'environ 20 degrés,
- la première couche est posée de chant et non à plat par des paveurs et la surface est recouverte par de la pierraille de façon que les arêtes extérieures des pierres de chant ne soient pas apparentes,
- poser les couches suivantes de pierres à la main en les battant et les cassant grossièrement à la masse pour qu'elles s'incrustent les unes dans les autres pour supprimer les vides,
- la dernière couche à 3 pouces environ est faite avec des pierres cassées d'une grosseur d'une noix, au petit marteau à part, sur une enclume, pour être ensuite jetée à la pelle sur la chaussée, et former un bombement. La pierre de la dernière couche est la plus dure,
- pour éviter les dégradations dues à l'écoulement des eaux, il demande de réaliser des écharpes dont les distances entre elles dépendent de la pente de la route. Elles forment un angle de 45 degrés avec leur ligne du chemin,
- pratiquer un entretien continu grâce à des ouvriers, cantonniers, recrutés dans les villages proches.

Les idées de Trésaguet se sont imposées lentement en France. L'entretien des routes a longtemps été fait par la corvée obligatoire prévue par l'Instruction du 13 juin 1738 du contrôleur général Orry. La corvée a été supprimée provisoirement par Turgot en 1776, puis définitivement le 27 juin 1787. Elle est remplacée par des ateliers d'entrepreneurs locaux adjudicataires. Mais ce système s'est révélé désastreux pour l'entretien des routes. Il faut attendre le décret du 16 décembre 1811 pour que l'entretien permanent des routes soit réalisé par des cantonniers.
Ce procédé fut utilisé en France jusqu’au milieu du XIXe siècle, avant d’être supplanté par le revêtement mis au point par l’écossais John Loudon McAdam, moins onéreux, défendu et amélioré par un autre ingénieur des Ponts et Chaussées Alexandre Berthault- Ducreux.

## Publication
- Plan d'alignement de la ville de Limoges, dit "Atlas Trésaguet", Rue Ferrerie, place de la Motte, 1765-1768 (lire en ligne)
- Plan d'alignement de la ville de Limoges, dit "Atlas Trésaguet", Rue du Canal, rue de la Boucherie, 1765-1768 (lire en ligne)
- Plan d'alignement de la ville de Limoges, dit "Atlas Trésaguet", Rue du pont Saint-Étienne, rue Saint-Étienne, 1765-1768 (voir)
- Mémoire sur le projet relatif à la navigation de la Charente, 6 janvier 1773 (lire en ligne)
- Mémoire sur la construction et l'entretien des chemins en plaine et en montagne, dans Pierre Charles Lesage, Recueil de divers mémoires extraits de la Bibliothèque impériale des ponts et chaussées, à l'usage de MM. les ingénieurs, chez Firmin Didot imprimeur-libraire, Paris, 1810, p. 125-132 (lire en ligne)
- Construction et entretien des chemins de la généralité de Limoges (17 septembre 1775), dans Annales des ponts et chaussées. Mémoires et documents relatifs à l'art des constructions et au service de l'ingénieur, 1831, 2e semestre, p. 243-258 (lire en ligne)
- Diverses pièces anciennes relatives à l'institution des cantonniers (par Trésaguet, Gauthey, Ducros), dans Annales des ponts et chaussées. Mémoires et documents relatifs à l'art des constructions et au service de l'ingénieur, 1835, 2e semestre,p. 394-403 (lire en ligne)